# かごニュー
『かごnew』（かごニュー）は、鹿児島テレビで2016年4月4日から2024年12月27日まで放送されていたローカル情報番組。ここでは2017年4月7日から放送されている『かごnew マルシェ』についても記述する。

## 概要
- 2012年4月2日から2016年3月31日まで、ほぼ同時間帯に放送された自社製作帯番組『まるごとかごしま ゆうテレ!』（←ゆうテレ（金曜ゆうテレ）←げっきん!LIVE4 ゆうテレ）の後継として放送開始。
- 番組名の由来として『News （出来事）』『Entertainment（楽しみ）』『Weather（天気）』[1]が挙げられ、鹿児島の最新ニュースに重点を置いた番組にするとしている[2]。
- 『まるごとかごしま ゆうテレ!』よりも終了時間が10分短くなり、『金曜ゆうテレ』→『まるごとかごしま ゆうテレ!』まで行われていた金曜日のみの15分フライングスタートは当番組からは行われず、平日5日間通して同じ放送時間になる[2]。
- 2017年4月より当番組を30分に短縮した上で14:50 - 15:20へ移動、金曜日の15:55 - 16:50に「かごニューマルシェ」を開始[3]。
- 2017年に行われた放送時間変更後から2020年9月25日までの間、祝日を中心に特別編成、若しくは重大ニュースなどで通常鹿児島テレビではネットしていない『直撃LIVE グッディ!』の第2部（14:50 - 15:50）を臨時ネットする場合に当番組が休止になることがあった[4]。
- 2020年9月28日以降放送開始時間を14:45に変更。
- 2021年3月29日より、タイトルの一部をアルファベット表記の『かごnew』に改題。
- 2023年4月2日以降放送開始時間を13:50に変更。
- 2023年8月下旬からYouTubeにて一部企画の見逃し配信を行っている。
- 2024年12月27日をもって「かごnew」は終了、2025年1月以降当該時間帯はテレビ東京系列の30分番組[注 3]を日替わりで編成している。なお「かごnew マルシェ」に関しては2025年1月以降も継続。
- 後継番組は「かごしまDO!」、放送時間は土曜午前へ移動する。

## 出演者
| 期間      | 期間       | かごニュー→かごnew | かごニュー→かごnew | かごニュー→かごnew | かごニュー→かごnew | かごニュー→かごnew | かごnewマルシェ      | かごnewマルシェ      |
| 期間      | 期間       | 男性               | 男性               | 男性               | 女性               | 女性               | 男性                 | 女性                 |
| 期間      | 期間       | 月・火             | 水                 | 木・金             | 月・火             | 水 - 金            | 男性                 | 女性                 |
| --------- | ---------- | ------------------ | ------------------ | ------------------ | ------------------ | ------------------ | -------------------- | -------------------- |
| 2016.4.4  | 2017.3.31  | 上片平健           | 上片平健           | 上片平健           | 山上真実           | 山上真実           | （開始前につき無し） | （開始前につき無し） |
| 2017.4.3  | 2018.3.30  | 上片平健           | 上片平健           | 上片平健           | 竹田瞳             | 竹田瞳             | 小鍜治宏将           | 福元ゆみ 田中瑛子    |
| 2018.4.2  | 2019.9.27  | 上片平健           | 上片平健           | 小鍜治宏将         | 竹田瞳             | 竹田瞳             | DJ POCKY             | 福元ゆみ 田中瑛子    |
| 2019.9.30 | 2020.5.8   | 上片平健           | 上片平健           | タマリ             | 竹田瞳             | 竹田瞳             | DJ POCKY             | 福元ゆみ 田中瑛子    |
| 2020.5.15 | 2021.4.2   | 上片平健           | 上片平健           | タマリ             | 竹田瞳             | 竹田瞳             | DJ POCKY             | 福元ゆみ             |
| 2021.4.5  | 2023.3.31  | 小鍜治宏将         | タマリ             | タマリ             | 竹田瞳             | 竹田瞳             | DJ POCKY             | 福元ゆみ             |
| 2023.4.3  | 2024.12.27 | 小鍜治宏将         | タマリ             | タマリ             | 庄村奈津美         | 竹田瞳             | DJ POCKY             | 福元ゆみ             |

週一レギュラー
- HKT48（2018年10月より数人のメンバーが出演していた）[5]

## 番組内のコーナー
- かごしま我が町自慢〜地元のとっておき教えて〜- 県民の行きつけの店をインタビューし、乾き亭げそ太郎がリポートするコーナー。またKTSのゴールデン番組として放送される場合がある。（放送時間 火曜日 19:00 - 20:00）
- 天川シェフの今夜のもう一品 - 鹿児島サンロイヤルホテルの洋食担当の天川伸也が料理を伝授するクッキングコーナー。
- かごnew どっち- 視聴者参加型コーナー。

- ドローンで見る かごしま空散歩 - ドローンで鹿児島県内各地を巡る。
- かごQ - 月曜から金曜日に放送。
- 県民100人に聞いた今週の気になるニュース - 2016年10月7日から2017年3月まで毎週金曜日に放送。気になるニュースをランキング形式で特集、番組コメンテーターを迎え解説する。10月14日からは金曜日のみ、番組のオープニング映像が当コーナーをイメージしたものに変更されていた。

## かごnewマルシェ
- 2017年3月まで金曜15時台に放送されていた情報番組「おしゃべりサラダ[6][注 7]」→「お宝満載!なっ得テレビ[7]」の後継として開始。生活情報や企業からのお知らせ・プレゼントコーナーで構成される。
- 2021年4月2日より、タイトルの一部をアルファベット表記の『かごnew マルシェ』に改題。
- 2023年4月7日より、放送時間を繰り上げ14:50からの放送となった。
- 年末や報道特番などの特別編成でで通常の放送時間に放送できない場合に木曜日の同時間帯や金曜日の深夜帯に振り替えられる場合がある。